# Еврейское кладбище (Радом)
 Памятник культуры Мазовецкого воеводства: регистрационный номер 40/A/89 от 3 апреля 1999 года.

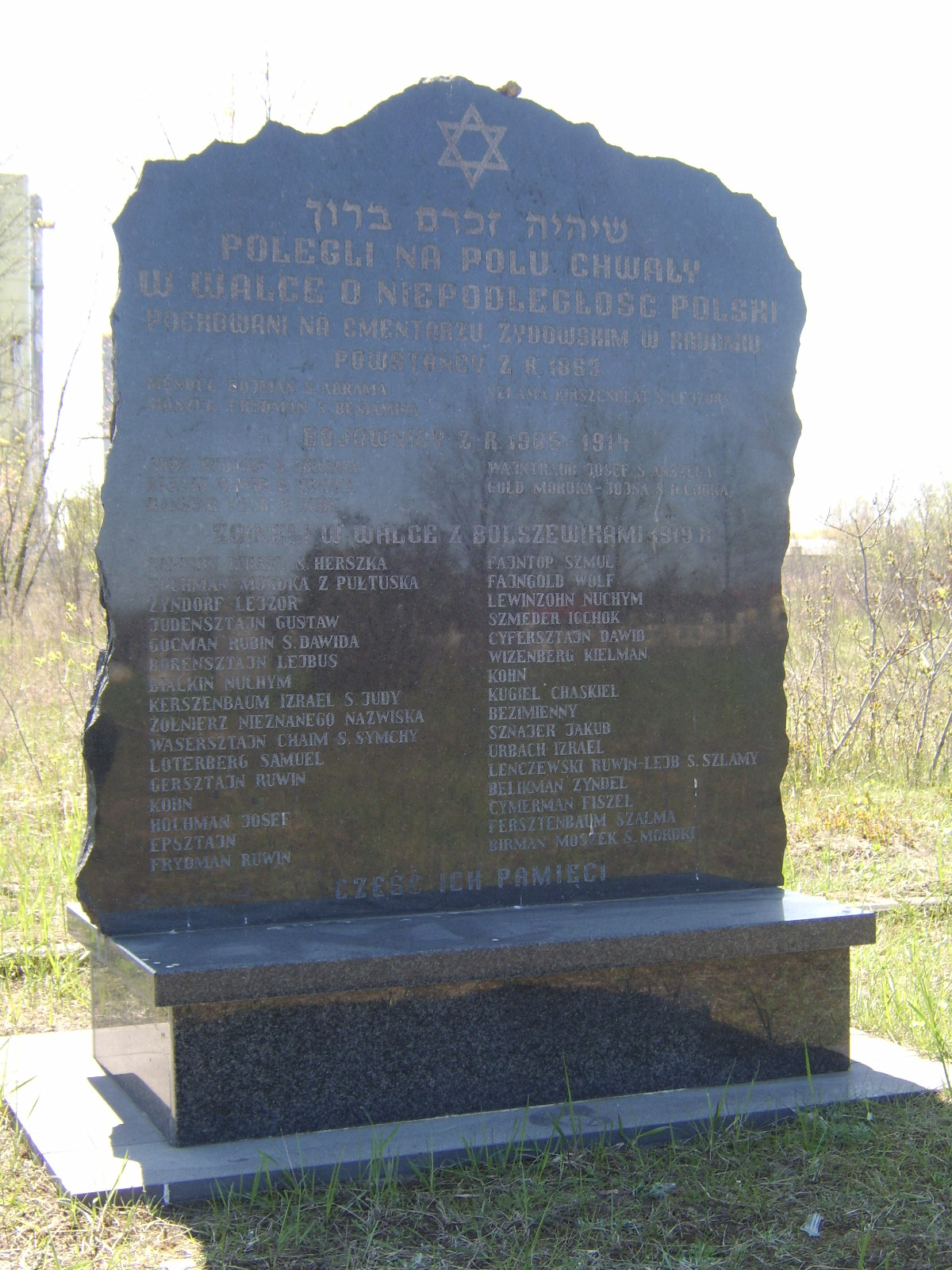
Памятник погибшим евреям

Еврейское кладбище (пол. Cmentarz żydowski) — некрополь, находящийся в городе Радом, Мазовецкое воеводство, Польша. Кладбище располагается на улице Томаровой. Памятник культуры Мазовецкого воеводства.

## История
Кладбище было основано в 1831 году как холерное кладбище для погибших от эпидемии евреев. До организации этого кладбища евреи, проживавшие возле Радома, хоронили своих умерших на пшитукском и козеницком кладбищах около населённых пунктов Пшитуки и Козеницы. После эпидемии холеры городские власти Радома дали разрешение иудейской общине основать своё кладбище около города. 19 апреля 1937 года было получено разрешение для дальнейшего обустройства иудейского кладбища около Радома. В период между 1901 и 1902 годами некрополь был разделён на кварталы. В это же время была выкуплена дополнительная площадь для некрополя и построен огел.
Во время Второй мировой войны кладбище было частично разрушено немцами, которые использовали надгробные плиты для строительства взлётно0посадочной полосы на местном военном аэродроме. В 1948 году на берегу реки Северного ручья, на взлётно-посадочной полосе аэропорта Садкув и на улице Млынарской были обнаружены сохранившиеся надгробия, которые были установлены на территории кладбища. В 1986 году в школе механизации и сельского хозяйства на улице были обнаружены несколько надгробий. Остальные надгробия были обнаружены в 1992 и 2008 годах.
После ликвидации еврейской общины во время Второй мировой войны захоронения на кладбище в последующее время не производились. В послевоенное время на территории кладбища производились только перезахоронения эксгумированных останков евреев, расстрелянных и похороненных и погибших в других местах. В 1948 году здесь были перезахоронены останки 48 человек, убитых в концентрационном лагере, который находился около населённого пункта Сички. В 1949 году здесь были захоронены останки 37 евреев, погибших в концентрационном лагере около населённого пункта Пёнки. Последнее захоронения эксгумированных останков было в 1951 году.
В 1988 году некрополь был отремонтирован на средства воеводского общества охраны памятников. 3 апреля 1999 года некрополь был внесён в реестр памятников Мазовецкого воеводства (№ 40/A/89). 8 ноября 2010 года на кладбище был установлен памятник жертвам еврейского народа.
В настоящее время на территории некрополя находятся около 400 надгробий в различном состоянии. Самое старое надгробие датируется 1831 годом и самое последнее — 1938 годом.